# غار گوسال دو
غار گوسال دو مربوط به کالکولیتیک- دوره اشکانیان - دوره ساسانیان است و در شهرستان دره‌شهر، بخش مرکزی، ۱۵۰متری شرق دهستان ارمو واقع شده و این اثر در تاریخ ۲۶ دی ۱۳۸۶ با شمارهٔ ثبت ۲۰۶۳۹ به‌عنوان یکی از آثار ملی ایران به ثبت رسیده است.